# Hamilton Alexander Rosskeen Gibb
Sir Hamilton Alexander Rosskeen Gibb, ricordato anche, sinteticamente, come H. A. R. Gibb, (Alessandria d'Egitto, 2 gennaio 1895 – Shipston-on-Stour, 22 ottobre 1971), è stato un orientalista e arabista scozzese.

## Vita
Nato ad Alessandria d'Egitto, Gibb tornò in Scozia (la patria dei suoi antenati) per studiarvi all'età di 5 anni, dopo la morte del padre.  Frequentò la Royal High School di Edimburgo. Studiò poi nell'Università di Edimburgo, interrompendo ila sua preparazione per lo scoppio della prima guerra mondiale, durante la quale servì in Francia e in Italia nel Royal Field Artillery.  Per il suo servizio fu insignito con un 'war privilege' MA.  Dopo la guerra studiò Lingua araba nella School of Oriental Studies della London University e ottenne un Master of Arts (MA) nel 1922. La sua tesi di laurea, più tardi pubblicata dalla Royal Asiatic Society come monografia, riguardava le Conquiste arabe in Asia Centrale.  Si sposò con Helen Jessie Stark (Ella) in quello stesso anno, ed ebbero un figlio e una figlia.
Dal 1921 al 1937 Gibb insegnò arabo in quella che allora si chiamava School of Oriental Studies, diventandovi professore nel 1930.  Lavorò come redattore della prima edizione dell'Encyclopaedia of Islam in quel periodo.  Nel 1937 Gibb prese il posto lasciato libero da D. S. Margoliouth come Laudian Professor of Arabic, insegnando anche al St John's College di Oxford, rimanendoci per 18 anni.  Il libro Mohammedanism di Gibb, pubblicato nel, divenne uno dei testi di riferimento in quasi tutti i centri di studio universitari dell'Occidente.
Nel 1955, Gibb divenne "James Richard Jewett Professor of Arabic" e professore universitario nella Università Harvard. Più tardi divenne direttore dell'Harvard's Center For Middle Eastern Studies.  Una biblioteca alla Harvard, il Gibb Islamic Seminar Library, è stata intitolata in suo onore a lui.